# Ida Nomi
Ida Nomi Venerosi Pesciolini (Siena, 1º settembre 1873 – San Gimignano, 1º agosto 1940) è stata un'allenatrice di pallacanestro italiana.

## Biografia
Figlia di Leopoldo (promotore dell'educazione fisica nelle scuole) presidente e mentore della Mens Sana in Corpore Sano di Siena.
Lei ne divenne Maestra di sport e membro della commissione tecnica femminile della Federginnastica, si deve a lei l'introduzione della pallacanestro in Italia. Tradusse le regole del gioco scritte da James Naismith e mise insieme una squadra di ragazze. Nel 1907 presentò il nuovo sport, con il nome di palla al cerchio, al Concorso Ginnico di Venezia, schierando in campo le ragazze che aveva allenato.
Definì la palla al cerchio «un gioco ritenuto al momento particolarmente adatto alle signorine». Per la presentazione di questo sport, la squadra vinse una medaglia d'argento Poiché la professoressa Nomi non aveva mai visto giocare lo sport inventato da Naismith, ma ne aveva soltanto interpretato le regole, l'esibizione mostrò una disciplina leggermente diversa da quella originale.
L'esibizione veneziana della pallacanestro fu la prima ufficiale mai organizzata in Italia di cui è rimasta traccia.